# Richard Piechutta
Richard Piechutta (* 5. April 1944 in Kattowitz, Oberschlesien) ist ein ehemaliger deutsch-polnischer Eishockeytrainer.

## Karriere
Piechutta war während seiner Karriere als Trainer unter anderem für den Herner EV, mit dem er in der Spielzeit 1982/83 den Aufstieg in die 2. Eishockey-Bundesliga schaffte, und anschließend für die TuS Geretsried aus der zweiten Liga aktiv. Zur Saison 1988/89 wechselte er dann zum EC Kassel und war für die Neustrukturierung der Mannschaft zuständig, nachdem der Verein ein Jahr zuvor Konkurs anmelden musste und sich von der zweiten Liga in die Oberliga zurückzog.